# (73034) 2002 EY82
(73034) 2002 EY82 – planetoida z pasa głównego asteroid okrążająca Słońce w ciągu 3,86 lat w średniej odległości 2,46 j.a. Odkryta 13 marca 2002 roku.